# Mošćenička Draga
Mošćenička Draga (italsky Draga di Moschiena) je vesnice, turisty často vyhledávané přímořské letovisko a středisko stejnojmenné opčiny v Chorvatsku v Přímořsko-gorskokotarské župě. Nachází se asi 13 km jihozápadně od Opatije. V roce 2011 žilo v Mošćeničce Draze 585 obyvatel, v celé opčině pak 1 535 obyvatel.
Opčina zahrnuje celkem 13 obydlených sídel, z nichž největší je Mošćenička Draga.
- Brseč – 129 obyvatel
- Golovik – 84 obyvatel
- Grabrova – 10 obyvatel
- Kalac – 32 obyvatel
- Kraj – 98 obyvatel
- Martina – 50 obyvatel
- Mošćenice – 301 obyvatel
- Mošćenička Draga – 585 obyvatel
- Obrš – 14 obyvatel
- Sučići – 45 obyvatel
- Sveta Jelena – 93 obyvatel
- Sveti Anton – 8 obyvatel
- Zagore – 86 obyvatel

Nachází se zde i zaniklá vesnice Mala Učka a bývalé samostatné vesnice Sveti Petar, Trebišća a Učka.
Zdejší obyvatelé se živí především turismem a rybolovem. Nachází se zde několik pláží, z nichž nejznámější jsou Sipar, Stupova nebo Sveti Ivan, a mnoho turistických apartmánů.